# 比拉勒

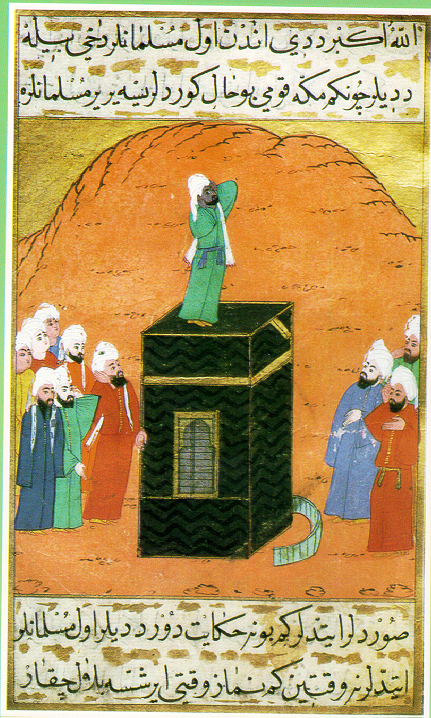
比拉勒

比拉勒（阿拉伯语：بلال بن رباح，580年—640年），是穆罕默德弟子，原籍阿克蘇姆王國，伊斯兰教第一位穆安津（也是第一個黑人穆斯林）。曾是古莱什族贵族伍麦叶·本·哈肖夫的奴隶，是早期秘密信奉伊斯兰教者之一。后被他人告发，遭到主人伍麦叶的一再残酷拷打，几近致死。但他信仰坚定，默颂“安拉”，毫不屈服。旋被阿布·伯克尔以重金赎身，派往随身侍奉穆罕默德。
他身材高大，体魄健壮，忠诚地紧随先知传教、出征，闲暇时则谨守拜功，从不懈怠。630年，穆罕默德的传教事业已经取得了巨大成就，各部落首领纷纷前往麦地那“入教朝拜”，比拉勒遂又被任命为“礼宾官”，专门负责招待工作。他是被先知列为与阿布·伯克尔、奧馬爾等同等地位的14名主要助手之一，是必然进入后世乐园的人。
穆罕默德逝世以后，埋葬毕，最后给坟丘上洒水的仪式由比拉勒担任，完成了他对先知最后的一次“侍奉”。他曾要求艾布·伯克尔批准他为主道出征（聖戰），艾布·伯克尔以宣礼任重而未加允许。奧馬爾执政后，他再次要求，遂被派往叙利亚。641年在大马士革病故。